# Turolien
Ne doit pas être confondu avec Turonien.
Stratigraphie
L'âge turolien est une période de temps géologique (9,0–5,3 Ma) au sein du Miocène utilisé plus spécifiquement avec les âges européens des mammifères terrestres. 
Il précède l'âge ruscinien et succède à l'âge vallésien. Le Turolien chevauche les âges tortonien et messinien.

## Présentation
Turolien est une étape régionale du Néogène terrestre d'Europe. Elle correspond aux zones MN 11, 12 et 13 des Méga-Zones Européennes des Mammifères Terrestres (ELMMZ).

## Histoire et localité type
L'âge a été proposée par Miquel Crusafont i Pairó en 1965. Il porte le nom du bassin de Calatayud-Teruel (Catalogne). Turolium est le nom latin de Teruel.

## Définition
La limite inférieure est due à l'apparition des genres de grands mammifères Birgerbohlinia et Lucentia, avec les petits mammifères Parapodemus lugdunensis, Huerzelerimys vireti et Occitanomys sondaari. L'étape se termine (ou le Ruscinium commence) avec la première apparition de Sus arvernensis, Croizetoceros, Acinonyx et Felis issiodorensis (grands mammifères) et Promimomys, Trilophomys, Celadensia et Castor (petits mammifères). L'étage est corrélé aux étages chronostratigraphiques du Tortonien supérieur, du Messinien et de la partie la plus basse du Zancleum. En géochronologie, cela correspond à une période de 8,7 à 4,9 millions d'années.

## Subdivision
L'étage est divisé en trois biozones MN 11, 12 et 13. En conséquence, le stade est également divisé en Turolium inférieur, moyen et supérieur.